# Formostenus bidentatus
Formostenus bidentatus är en stekelart som beskrevs av Jonathan 1980. Formostenus bidentatus ingår i släktet Formostenus och familjen brokparasitsteklar. Inga underarter finns listade i Catalogue of Life.